# 박용승
박용승(朴用承, 1962년 4월 24일 ~ )는 대한민국의 정치인이다. 제1·2·3대 경기도 성남시의원을 역임했다.

## 학력
- 성남국민학교 졸업
- 2006.03 ~ 2006.08 경복고등학교 부설방송통신고등학교 1년 중퇴

### 비학위 수료
- 경원대학교 경영대학원 수료

## 경력
- 향토개발연구소장
- 금빛초등학교 급식후원회장
- 성남시 균형발전협의회 위원장
- 대한가수협회 성남시 지부장
- 한국야생동물보호협회 지부장
- 충청도민회 자문위원
- 대한노인회 후원회장
- 1993.10 ~ 1995.06 제1대 경기도 성남시의회 의원
- 1993.10 ~ 1995.06 제1대 경기도 성남시의회 후반기 도시건설위원회 위원
- 1993.10 ~ 1995.06 제1대 경기도 성남시의회 후반기 예산결산특별위원회 위원
- 1995.07 ~ 1998.06 제2대 경기도 성남시의회 의원
- 1995.07 ~ 1996.12 제2대 경기도 성남시의회 전반기 재무경제위원회 위원
- 1995.07 ~ 1996.12 제2대 경기도 성남시의회 전반기 도시건설위원회 위원
- 1995.07 ~ 1996.12 제2대 경기도 성남시의회 전반기 의회운영위원회 위원장
- 1995.07 ~ 1996.12 제2대 경기도 성남시의회 전반기 예산결산특별위원회 위원
- 1997.01 ~ 1998.06 제2대 경기도 성남시의회 후반기 보사환경위원회 위원
- 1997.01 ~ 1998.06 제2대 경기도 성남시의회 후반기 재무경제위원회 위원
- 1997.01 ~ 1998.06 제2대 경기도 성남시의회 후반기 예산결산특별위원회 위원
- 1998.07 ~ 1999.06 제3대 경기도 성남시의회 의원
- 1998.07 ~ 1999.06 제3대 경기도 성남시의회 전반기 부의장
- 1998.07 ~ 1999.06 제3대 경기도 성남시의회 전반기 재무경제위원회 위원
- 1998.07 ~ 1999.06 제3대 경기도 성남시의회 전반기 도시건설위원회 위원
- 새정치국민회의 경기도당 성남시 수정구 지도위원
- 평화민주당 부대변인

## 공천 논란
- 2020년 3월 27일 미래통합당 성남시의원 보궐선거 사실상 후보 없어

## 전과
- 2017.12.21 도로교통법위반 (징역 4월 / 집행유예 2년)

## 가족
아들 박철민은 징역 4년 반을 선고받은 국제마피아파 조폭이다.

## 역대 선거 결과
|  | 18.9% |

|  | 14.1% |

|  | 59.8% |

|  | 30.84% |

|  | 52.98% |

|  | 0% |

|  | 5.65% |

|  | 2.54% |

|  | 1.33% |

|  | 0% |